# Олливье, Матильда
Мати́льда Олливье́ (англ. Mathilde Ollivier, род. 20 сентября 1994, Париж) — французская фотомодель, актриса и кинопродюсер.

## Биография
Родилась и выросла в парижском районе Монпарнас. Рано начала проявлять творческие наклонности, с трёхлетнего возраста посещала уроки танца, театра и музыки. В 2007—2010 годах изучала актёрское мастерство на курсах Симона для учащихся колледжей и лицеев. В 2008—2010 годах также обучалась классическому и современному балету в Международной академии танца в Париже, но вследствие перенесённой травмы сосредоточилась на актёрской карьере. В 2011 году, после получения лицейского диплома, на профессиональной основе поступила на курсы Симона (в класс Дианы де ла Круа и Арно Декарсена), и продолжала обучение вплоть до 2014 года.
В театральном сезоне 2014—2015 годов была занята в музыкальной комедии «Мистенгетт, королева безумных годов», которая имела большой успех в «Казино де Пари», а затем и в театре «Комеди». Благодаря участию в этой постановке начинающую актрису заметил австралийский режиссёр Патрик Пирс, предложивший ей главную роль в независимом фильме «Несчастья Франсуа Жана» (2016). Вскоре М. Олливье дебютировала на телевидении, исполнив роль молодой монахини Клэр в драме Марион Сарро «Святое семейство» (2017).
После удачного выступления на открытых кинопробах актриса была приглашена продюсером Джей Джей Абрамсом для участия в фильме Джулиуса Эйвери «Оверлорд», события которого разворачиваются во время Второй мировой войны. Ревизионистский военный фильм в духе «Бесславных ублюдков», в котором М. Олливье досталась роль француженки Клоэ, скромно выступил в кинопрокате (41 млн долларов кассовых сборов при производственном бюджете в 38 млн), но при этом заслужил одобрение критиков (рейтинг в 82% на сайте агрегатора оценок Rotten Tomatoes).
Получив разрешение на работу в США, снялась в ещё двух американских полнометражных постановках — научно-фантастическом боевике «День курка» (2020, совместно с Фрэнком Грилло, Мелом Гибсоном и Наоми Уоттс), а также комедии «Сестра жениха» (2020, вместе с Алисией Сильверстоун).
Параллельно обратилась к продюсированию, став сопродюсером документальной ленты П. Пирса «Прямая женщина» (2020), посвящённой тяжёлому положению женщин в Буркина-Фасо.
Позировала для таких изданий, как Vogue, Harper’s Bazaar и L’Officiel.

## Фильмография
| Год  |     | Русское название          | Оригинальное название            | Роль           |
| ---- | --- | ------------------------- | -------------------------------- | -------------- |
| 2016 | кор | Возвращаясь домой         | Walking Home                     | Она            |
| 2016 | ф   | Несчастья Франсуа Жана    | The Misfortunes of François Jane | Шарлотта       |
| 2017 | тф  | Святое семейство          | La Sainte Famille                | Клэр           |
| 2018 | ф   | Оверлорд                  | Overlord                         | Клоэ Лоран     |
| 2019 | ф   | Позывные                  | A Call to Spy                    | Жизель         |
| 2020 | ф   | День курка                | Boss Level                       | Габриэль       |
| 2020 | ф   | Сестра жениха             | Sister of the Groom              | Клеманс        |
| 2021 | с   | Нона и её дочери          | Nona et ses filles               | молодая Нона   |
| 2022 | ф   | Клаудия                   | Claudia                          | Полин          |
| 2022 | с   | 1899                      | 1899                             | Клеманс        |
| 2023 | с   | Миссис Дейвис             | Mrs. Davis                       | Клара          |
| 2024 | с   | Новый взгляд              | The New Look                     | Шанталь        |
| 2024 | ф   | Вопль                     | El llanto                        | Мари           |
| 2024 | ф   | Сара Бернар, божественная | Sarah Bernhardt, la divine       | Шарлотта Лизес |